# Ghostface
Ghostface (pol. ghost – duch, face – twarz) – fikcyjny bohater, morderca i główny antagonista horrorów z serii Krzyk. Jedna z ikon współczesnego horroru.
Głównym wrogiem antybohatera jest Sidney Prescott przez pierwsze 4 części, a od 5 części jest nią Samantha Carpenter. Łącznie we wszystkich sześciu częściach z serii, pod osłoną tożsamości Ghostface’a mordowało dwanaście osób: w części pierwszej Billy Loomis i Stuart Macher (chłopak Sidney i jego najlepszy przyjaciel), w części drugiej Mickey Altieri i Nancy Loomis (przyjaciel partnera Sidney i matka Billy’ego), w części trzeciej Roman Bridger (przyrodni brat Sidney), w części czwartej Jill Roberts i Charlie Walker (kuzynka Sidney i jej przyjaciel), w piątej części Richie Kirsch i Amber Freeman (chłopak Sam i najlepsza przyjaciółka Tary, siostry Sam), a w szóstej części Wayne Bailey, oraz jego dzieci, Quinn Bailey i Ethan Landry (rodzina Richiego).
Charakterystycznym pozostaje ubiór Ghostface’a czy też rzeczywistych morderców podszywających się pod to alter ego – jego stałym elementem jest kostium halloweenowy, czyli długi, czarny płaszcz zwieńczony kapturem, oraz biała maska, na myśl przywodząca obraz Edvarda Muncha Krzyk.
Ghostface często dzwoni do swoich ofiar zadając im pytanie: „What's your favourite scary movie?” (pol. Jaki jest twój ulubiony horror?) Terroryzuje je oraz wikła w grę, polegającą na odpowiadaniu na zadawane przez niego pytania odnoszące się do popularnych filmów grozy.